# Chaetapodacra rohdendorfi
Chaetapodacra rohdendorfi är en tvåvingeart som beskrevs av Yu. G. Verves 1982. Chaetapodacra rohdendorfi ingår i släktet Chaetapodacra och familjen köttflugor.
Artens utbredningsområde är Uzbekistan. Inga underarter finns listade i Catalogue of Life.